# Szczawienko (gromada)
Szczawienko – dawna gromada, czyli najmniejsza jednostka podziału terytorialnego Polskiej Rzeczypospolitej Ludowej w latach 1954–1972.
Gromady, z gromadzkimi radami narodowymi (GRN) jako organami władzy najniższego stopnia na wsi, funkcjonowały od reformy reorganizującej administrację wiejską przeprowadzonej jesienią 1954 do momentu ich zniesienia z dniem 1 stycznia 1973, tym samym wypierając organizację gminną w latach 1954–1972.
Gromadę Szczawienko z siedzibą GRN w Szczawienku (obecnie w granicach Wałbrzycha) utworzono – jako jedną z 8759 gromad na obszarze Polski – w powiecie wałbrzyskim w woj. wrocławskim, na mocy uchwały nr 30/54 WRN we Wrocławiu z dnia 2 października 1954. W skład jednostki weszły obszary miejscowości Szczawienko, Lubiechów i Książ oraz rolnicze tereny o ogólnej powierzchni 2.040 ha wyłączone z miasta Szczawno Zdrój w tymże powiecie, a także enklawa leśna o powierzchni 163 ha, wyłączona z powiatu świdnickiego w tymże województwie. Dla gromady ustalono 27 członków gromadzkiej rady narodowej.
10 kwietnia 1970 z gromady Szczawienko wyłączono: a) większą część wsi Szczawienko (część obrębu ewidencyjnego Szczawienko o powierzchni 679 ha) oraz niewielką część wsi Lubiechów (część obrębu ewidencyjnego Lubiechów o powierzchni 49 ha), włączają je do miasta na prawach powiatu Wałbrzycha w tymże województwie; b) mniejszą część wsi Szczawienko (działki nr nr 238–247, 248/1–248/3, 249–251, 252/2, 253/2, 254/1, 254/2, 255, 256, 309–317, 328, 329/1, 329/2, 330–332, 336–344, 486, 496, 496, 502–506, 510 i część 511), włączając ją do miasta Szczawna-Zdroju w powiecie wałbrzyskim. Po zmianach tych gromadę Szczawienko zniesiono, włączając jej pozostały obszar (główną część wsi Lubiechów oraz działki nr nr 1/2, 1/3 i 1/4 ze wsi Szczawienko) do znoszonej gromady Dziećmorowice w powiecie wałbrzyskim, którą jednocześnie przekształcono w gromadę Wałbrzych.